# 宮城電気鉄道ED35形電気機関車
宮城電気鉄道ED35形電気機関車（こくてつED35がたでんききかんしゃ）は、宮城電気鉄道（現在のJR東日本仙石線）が1942年（昭和17年）に新製した直流用電気機関車である。
後年の宮城電気鉄道が保有する路線の戦時買収・国有化に伴って本形式も国鉄（当時の鉄道省）籍へED35形の原形式・原番号のまま編入された。

## 概要
1942年（昭和17年）に東京芝浦電気でED35形ED35 3の1両が新製された。自重が約35tの動軸4軸機として設計・製造されたことからED35形の形式称号が付与され、また一形式1両のみの新製に留まったにもかかわらず「ED35 3」の記号番号が付与されたが、これは既に在籍したED27形ED27 1・ED27 2の続番（宮城電気鉄道における3号機）として扱われたためである。
前後寸法の短い運転室の前後に角ばった形状の機械室（ボンネット）を備える、いわゆる「東芝標準型」と称される凸形車体の電気機関車としての典型的な特徴を有し、数多くの同系機が各地の私鉄に納入されている。国鉄籍を得たものではED37形（奥多摩電気鉄道が発注した1021号機を落成後直ちに国鉄籍へ編入）がある。

## 導入後の変遷
1944年（昭和19年）に宮城電気鉄道が保有する路線が戦時買収により国有化され、本形式も国鉄籍へ編入された。買収後も改番されることなく使用され、1952年（昭和27年）の車両形式称号規定改訂に際して、他の私鉄買収機各形式へ国鉄形式が付与された際にも、従来からの形式番号を維持した。
本形式は買収後も引き続き仙石線において運用されたが、1956年（昭和31年）に豊橋機関区に転属し、飯田線で使用された。ただし、転属後の本形式は予備機として区に待機していることが多く、あまり使用されなかった。
1961年（昭和36年）に、当時残存していた私鉄買収機とともにED28形（2代）ED28 11と改称・改番されたが、翌1962年（昭和37年）2月に廃車となった。
廃車後は浜松工場に保管されていたが、日本国有鉄道（国鉄）が当時京福電気鉄道福井支社が保有したテキ511形511をEC40形へ復元して静態保存する目的で譲り受けることとなり、その代車として同社へ譲渡された。京福では、テキ531形531と改称され、1980年（昭和55年）まで使用された。